# يانغ جي وون
يانغ جي وون (بالكورية: 한국어)‏ ولدت في 5 أبريل 1988 في سول، كوريا الجنوبية. هي مغنية وممثلة كورية جنوبية.

## روابط خارجية
- يانغ جي وون على موقع ميوزك برينز (الإنجليزية)